# MARIA
Pour les articles homonymes, voir Maria.
MARIA est un groupe de J-pop féminin, formé en 2005 autour de la chanteuse et bassiste Maiko, ex-membre du groupe similaire ZONE qui venait de se séparer en plein succès. MARIA interprète notamment plusieurs génériques de séries anime. Le groupe se sépare en 2010, à cause de problèmes de santé de sa batteuse. Maiko participe à la reformation de ZONE l'année suivante.

## Membres
- Maiko (舞衣子?) : Maiko Sakae (栄舞子?, née le 24 juillet 1986) - Chant, Basse
- Aika (愛華?) : Aika Hirano (平野愛華?, née le 8 octobre 1989) - Chant, Basse
- Ayuka (あゆか?) : Ayuka Nara (奈良安由加?, née le 11 septembre 1986) - Guitare
- Sacchin (SACCHIN?) : Sachie Nakagawa (中川祐衣?, née le 27 juin 1984) - Guitare
- Reina (れいな?) : Reina Kusaka (日下鈴菜?, née le 26 février 1990) - Clavier, violon électrique
- Tattsu (TATTSU?) : Hitomi Tatsukawa (龍川瞳?, née le 18 octobre 1986) - Batterie

## Discographie
Albums
- 2007 : You Go!: We Are Maria
- 2009 : Day by Day

Singles
- 2006 : Chiisana Uta (générique de la série anime Yakitate!! Ja-pan)
- 2006 : Tsubomi  (générique du film Naruto : Mission spéciale au pays de la Lune)
- 2007 : Heartbeat  (générique de la série anime Deltora Quest)
- 2008 : Yurari Sakurairo
- 2008 : Sayonara Daisuki na Hito
- 2009 : Kanashimi Rensa  (générique de la série anime Valkyria Chronicles)

DVD
- 2008 : MARIA LIVE TOUR - WE ARE MARIA 2007 - YOU GO!!